# Зайцеве (село, Бахмутський район)
За́йцеве — село Бахмутської міської громади Бахмутського району Донецької області, Україна.
Код КОАТУУ — 1420983001. Населення за переписом 2001 року становить 1 162 людини. Поштовий індекс — 84570. Телефонний код — 6274.

У Зайцевому переважає одноповерхова забудова, у центрі села зустрічаються двоповерхові будівлі, зайняті об'єктами соціальної інфраструктури.

У селі функціонують бібліотека, відділення Укрпошти, фельдшерський пункт, дитячий садок, загальноосвітня школа, православна церква Московського патріархату, будинок культури.

## Історія
Перші спогади про село датуються 1842 роком. За однією з версій, село виникло з поселення кріпаків, які втікали від своїх панів, звідси і назва «Зайцеве» (люди, як зайці втікали і ховались у кущах). Жителі цього села від самого початку не були кріпосними, тому після 1861 року кількість населення значно збільшилася за рахунок притоку розкріпачених селян з навколишніх хуторів. Тутешні мешканці займалися переважно землеробством.
За даними на 1859 рік, на казенних Зайцевських хуторах Бахмутського повіту Катеринославської губернії мешкало 888 осіб (430 чоловічої статі та 343 — жіночої), налічувалось 156 дворових господарств.
Станом на 1886 рік у колишньому державному Зайцівському хутірі Бахмутської волості мешкало 1093 особи, налічувалось 183 дворових господарства.
За переписом 1897 року кількість мешканців зросла до 1373 осіб (677 чоловічої статі та 696 — жіночої), з яких 1372 — православної віри.
У період більшовицького перевороту у селі був організований партизанський загін. Одним з активних його учасників був Йосип Петрович Мальцев. У 1917 році у селі було ліквідовано старі органи управління і встановлено радянську владу. Червоні партизани були основними організаторами колективного господарства.
З 1929 року почалась колективізація. Перший колгосп було засновано у 1929 році, першим головою був Лука Аврамович Подченко, а секретарем партійного осередку — Микола Дмитрович Гурко. Активістами в селі були: Олександр Максимович Бурдаченко, Хавронья Пилипівна Аврамова, Мусій Іванович Лисенко. У 1932 році були засновані колгоспи: «Червоний орач», «Наука і техніка» та «ім. Шевченка».  У 1936 році дрібні господарства колгоспів було укрупнено і на території села організували два колгоспи, а в 1950 році всі господарства звели до одного — «ім. Карла Маркса» Він об'єднував обидва колгоспи та колективні господарства хуторів «Авангард» та Червона Вершина, що мали площу ораної землі — 4тис.га.
Село постраждало внаслідок геноциду українського народу, вчиненого урядом СССР у 1932—1933 роках, кількість встановлених жертв — 109 людей.
Нацистсько-радянська війна перервала розвиток благоустрою села. На фронтах війни воювали 276 мешканців, з яких загинуло 246. У центрі села встановлено пам'ятник загиблим воїнам та Невідомому солдату.
У 1950 році організовано Зайцівську лісозахисну станцію, яку пізніше реорганізовано у машинно-тракторну, ремонтно-тракторану станцію, Артемівську Райагротехніку.
Станом на 2018 рік жодне з перелічених вище підприємств не працює.
У 1954 році село було електрифіковане, у 1957 — радіофіковане, а у 1991 р — газифіковане.
1978 року колгосп імені Карла Маркса був приєднаний до радгоспу «Першого травня». У 1992 — перейменований у колгосп «Донбас», а у 1999 — реорганізований у приватне сільськогосподарське підприємство «Світлана».
У 1901—1903 роках у селі вперше була відкрита школа для навчання дітей грамоті, функціонувала вона у приміщенні звичайної селянської хати. Вчитель викладав трирічний курс навчання. Але незабаром вона зруйнувалася. У 1908 році в селі Зайцеве була побудована церква, а через два роки — й будівля для школи. Після Жовтневої революції із церковно-приходської школа стала 4-х річною світською початковою, потім у 1929 році — семирічною школою. Сучасна кам'яна споруда була збудована у 1930 році, потім добудовано майстерні та 2-х поверховий корпус і спортзал.
За медичною допомогою у дореволюційний час мешканці села зверталися до м. Бахмут, оскільки вперше фельдшерсько-акушерський пункт у селі було відкрито за радянської влади тільки у 1965 році.
Сільський будинок культури був збудований ще у 1929 році. Протягом багатьох років тут постійно діють творчі колективи самодіяльності, на свята мешканцям села організовуються концерти. У 1968 році у селі Зайцеве було відкрито дошкільний заклад на 70 місць. У дитячому садку «Івушка» функціонує одна різновікова група та перший клас школи.

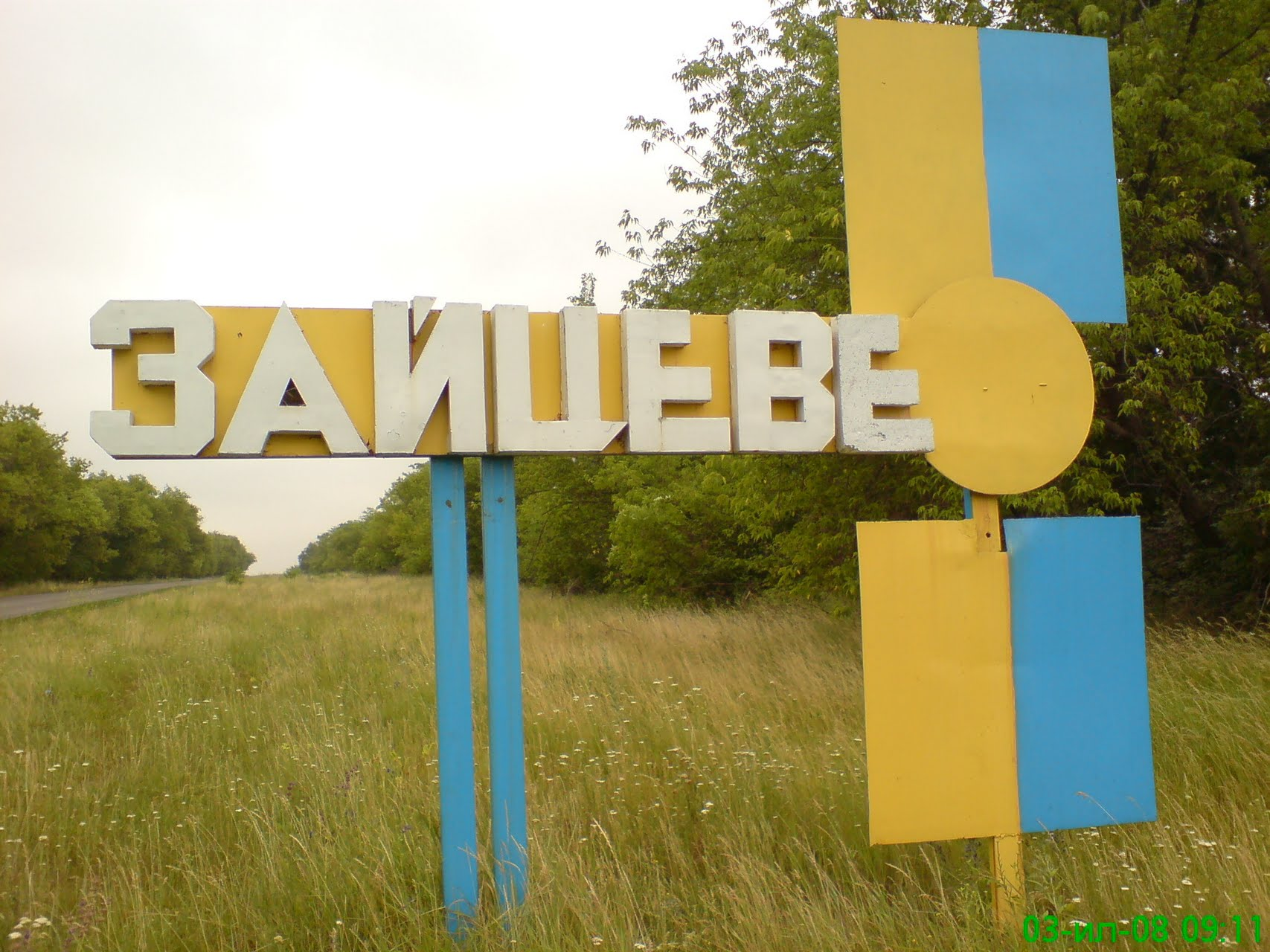
Стела, що стояла на в'їзді до села до 2018 р.
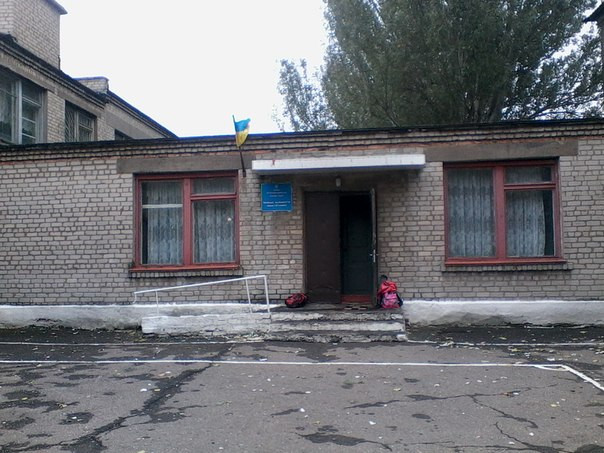
Вхід до Зайцівської школи.

## Населення

### Мова
Розподіл населення за рідною мовою за даними перепису 2001 року:
| Мова            | Кількість | Відсоток |
| --------------- | --------- | -------- |
| українська      | 1065      | 91.65%   |
| російська       | 96        | 8.26%    |
| інші/не вказали | 2         | 0.09%    |
| Усього          | 1162      | 100%     |